# Прелесе (община Лития)
Вижте пояснителната страница за други значения на Прелесе.
Прелесе (на словенски: Prelesje) е село в Словения, регион Средна Словения, община Лития. Според Националната статистическа служба на Република Словения през 2015 г. селото има 27 жители.